# Same de Pite
Le same de Pite est une langue same parlée aujourd’hui par une vingtaine de personnes en Suède et autrefois également en Norvège. Il s’agit d’une langue en danger qui n’a pas d’écriture officielle. Le volume 2 de Samica (Pitesamisk ordbok : Samt stavningsregler) publié en 2016 par Joshua Wilbur de l'Université de Fribourg-en-Breisgau est une contribution à la planification linguistique du same de Pite en Norvège et en Suède.

## Écriture
| a | á | b | d | e | f | g | h | i | j | k | l | m | n | ŋ | o | p | r | s | t | u | v | å | ä |